# Combesaleyrodes tauffliebi
Combesaleyrodes tauffliebi là một loài côn trùng cánh nửa trong họ Aleyrodidae, phân họ Aleyrodinae.
Combesaleyrodes tauffliebi được Cohic miêu tả khoa học đầu tiên năm 1966.